# بادپر نظامی

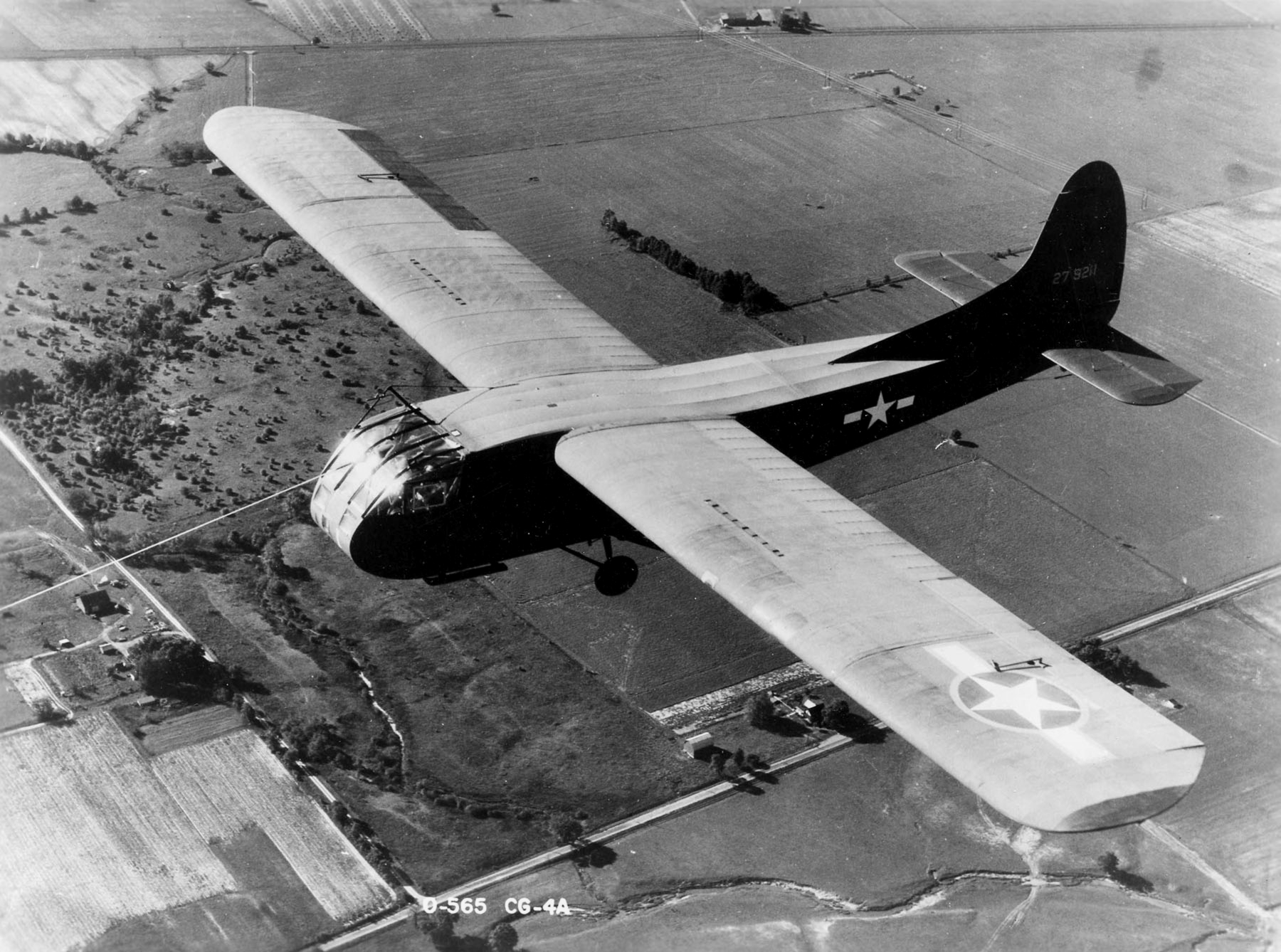
یک بادپر Waco CG-4A متعلق به نیروهای هوایی ارتش آمریکا

گلایدرهای نظامی یا بادپرهای نظامی گونه‌ای از گلایدرهای معمولی بودند که در نیروی زمینی (ارتش) کشورهای مختلف برای حمل نیروها (پیاده‌نظام گلایدر) و تجهیزات سنگین به منطقه جنگی، عمدتاً در طول جنگ جهانی دوم، استفاده می‌شدند. چون گلایدرها موتور نداشتند؛ هواپیماهای ترابری نظامی مانند سی-۴۷ اسکای‌ترین یا داکوتا یا بمب‌افکن‌هایی مانند شورت استرلینگ که به فعالیت‌های ثانویه هم می‌پرداختند، آنها را با خود به سمت هدف می‌کشیدند. بیشتر گلایدرهای نظامی نمی‌توانند به کمک هوا اوج بگیرند، اگرچه تلاش‌هایی برای ساخت چنین گلایدری نیز انجام شده‌است، مانند DFS 228.
پس از جدا شدن از هواپیمای کِشَنده، این گلایدرها باید در نزدیکی هدف در هر زمین باز مناسب فرود می‌آمدند و امید می‌داشتند که کمترین آسیب ممکن به محموله و خدمه وارد شود، زیرا اکثر مناطق فرود آرمانی نبودند. چون بیشتر ماموریت‌های گلایدرها یک‌طرفه انجام می‌شد و به مبدأ برنمی‌گشتند؛ آنها از مواد معمول و ارزان‌قیمت مانند چوب ساخته می‌شدند. خیلی از کشورها به‌طور جدی تلاش کردند تا جای ممکن آنها را بازیابی کنند و دوباره از آنها استفاده کنند، بنابراین آنها در ابتدا برای یکبار مصرف بودن در نظر گرفته نشده بودند، اگرچه کشورهای ثروتمند مانند آمریکا گاهی از آنها به‌صورت یکبار مصرف استفاده می‌کردند، زیرا آسان‌تر از بازیابی آنها بود.
برای اشاره به سربازانی که همراه با گلایدر فرود می‌آیند، برخلاف چتربازان، از فرود هوایی استفاده می‌شود. فرود با چتر نجات باعث می‌شود که نیروها در یک منطقه بزرگ پراکنده شوند و از سایر تجهیزات پرتاب‌شده مانند وسایل نقلیه و توپ‌های ضدتانک دور شوند. در سوی دیگر، گلایدرها می‌توانند نیروها و تجهیزات جانبی را به‌صورت متمرکزتر دقیقاً در منطقه فرود هدف رها کنند. افزون بر این، گلایدری که در فاصله‌ای از هدف واقعی رها می‌شود، عملاً ساکت است و شناسایی آن برای دشمن دشوار است. گلایدرهای بزرگتر برای فرود آوردن تجهیزات سنگین مانند توپ‌های ضدتانک، توپ‌های ضدهوایی، وسایل نقلیه کوچک مانند جیپ‌ها و همچنین تانک‌های سبک (مثلاً تانک تترارک) ساخته شدند. این تجهیزات سنگین‌تر، نیروهای چترباز با سلاح سبک را به نیروی بسیار توانمندتری تبدیل کرد. شوروی همچنین روش‌هایی را برای انتقال تانک‌های سبک از طریق هوا آزمایش کرد، از جمله آنتونوف ای-۴۰، یک تانک بادپر با بال‌های جداشدنی.
تا زمان جنگ کره، بالگردها تقریباً جایگزین گلایدرها شده بودند. مزیت بالگردها این است که با دقت بیشتری هم می‌توانند سربازان را به میدان نبرد برسانند و هم آنها برگردانند. همچنین پیشرفت‌هایی در هواپیماهای ترابری موتوردار رخ داده بود، تا جایی که می‌شد تانک‌های سبک را نیز با چتر نجات رها کرد. افزون بر این پس از استفاده گسترده از رادار در جنگ، دیگر سکوت در هوا برای پنهان ماندن کافی نبود.

## توسعه
توسعه گلایدرهای مدرن در پی امضای پیمان ورسای پس از جنگ جهانی اول تشدید شد که براساس آن آلمان از ساخت برخی هواپیماهای با موتور قوی منع شده بود. در نتیجه، طراحان هواپیمای آلمانی توجه خود را به توسعه هواپیماهای بدون موتور معطوف کردند. در این فرایند، یک خلبان گلایدر بیش از ۲۰ دقیقه در هوا ماند و یک مسابقه ملی گلایدر تا سال ۱۹۲۲ پدید آمد.
اهمیت ورزشی گلایدرها در آغاز، به‌سرعت در شوروی و آلمان به کاربردهای نظامی، عمدتاً آموزش خلبانی، تغییر کرد. تا سال ۱۹۳۴، اتحاد جماهیر شوروی ده مدرسه گلایدر داشت و ۵۷۰۰۰ خلبان گلایدر مجوز دریافت کرده بودند.
در سال ۱۹۳۲، شوروی TsK Komsula را آزمایش کرد، یک گلایدر با چهار صندلی که توسط GF Groschev طراحی شده بود و می‌توانست برای حمل بار نیز استفاده شود. سپس گلایدرهای بزرگتر توسعه یافتند که در سال ۱۹۳۵ در مؤسسه نظامی لنینگراد با یک گلایدر ۱۸ صندلی به اوج رسید. کورت اشتودنت، سرهنگ لوفت‌وافه آلمان، به‌عنوان بخشی از برنامه همکاری نظامی با شوروی از مسکو بازدید کرد. او جزئیاتی از فرود ۱۵۰۰ نفر با چتر نجات و گلایدرهای ترابری بزرگی را که دیده بود به مافوق خود در برلین گزارش داد. پس از آن، لوفت‌وافه در سال ۱۹۳۷ یک مدرسه چتر نجات را افتتاح کرد. آزمایش‌های میدانی بیشتر، اشتودنت را متقاعد کرد که برای تحویل سلاح‌های سنگین به نیروهای چتر نجات با تجهیزات سبک به وسیله نقلیه خاصی نیاز است. این طرح تا اکتبر ۱۹۳۸، زمانی که اشتودنت به سرلشکری رسید و به عنوان بازرس نیروهای هوابرد منصوب شد، کنار گذاشته شد. توسعه یک گلایدر برای حمل نیرو به هانس جاکوبز از Deutsche Forschungsanstalt für Segelflug واگذار شد تا ده‌اف‌اس ۲۳۰ را توسعه دهد که می‌توانست ۹ تا ۱۰ سرباز کاملاً مجهز یا ۱۲۰۰ کیلوگرم (۲۸۰۰ پوند) را حمل کند.

## آلمان

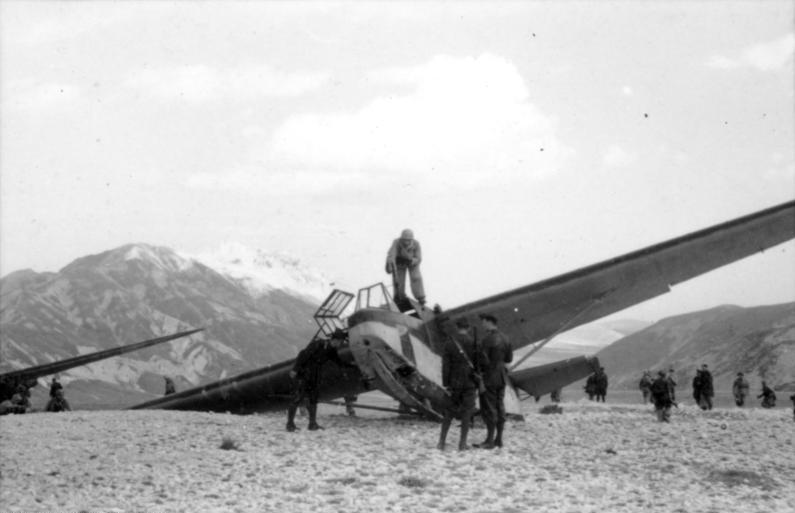
یک ده‌اف‌اس ۲۳۰ آلمانی پس از فرود نیروها در حمله گران ساسو، ۱۲ سپتامبر ۱۹۴۳

آلمانی‌ها اولین کسانی بودند که از گلایدر در جنگ استفاده کردند، از جمله در حمله به Eben Emael fortress و تصرف پل‌های روی کانال آلبرت در Veldwezelt , Vroenhoven و کانه در ۱۰ مه ۱۹۴۰، که در طی آن ۴۱ گلایدر ده‌اف‌اس ۲۳۰ که در پشت هواپیماهای یونکرس یو ۵۲ کشیده می‌شدند، هر کدام ۱۰ سرباز را حمل می‌کردند. ده گلایدر بر روی بام چمنی قلعه فرود آمدند. تنها بیست دقیقه پس از فرود نیروها، قلعه فقط با شش کشته و بیست زخمی تصرف شد. هیتلر دوست داشت این دستاورد را برجسته کند؛ به همین دلیل به چند وابسته خارجی اجازه بازدید از قلعه داده شد. در نتیجه، انگلیسی‌ها، آمریکایی‌ها و ژاپنی‌ها به‌سرعت از روش‌های استفاده شده آگاه شدند. تا اواسط سال ۱۹۴۰، هم ژاپن و هم بریتانیا طرح‌های گلایدر فعالانه دنبال می‌کردند.
سپس توسعه گلایدرهای حتی بزرگتر مانند Gotha Go 242 (۲۳ سرباز) و مسرشمیت ام‌ئی ۳۲۱ (۱۳۰ سرباز) برای انتقال تسلیحات سنگین احتمالی در عملیات زی‌لووه و عملیات بارباروسا آغاز شد.
در سال ۱۹۴۱ هم آلمانی‌ها از گلایدرها در یونان استفاد کردند. در ۲۶ آوریل ۱۹۴۱، سربازان شش گلایدر ده‌اف‌اس ۲۳۰، پل روی کانال کورینس را با همراهی ۴۰ چترباز آلمانی که از هواپیما پریده بودند، تصرف کردند. (به‌طور اتفاقی، انگلیسی‌ها توانستند چند ساعت بعد پل را خراب کنند) سپس ژنرال اشتودنت، هیتلر را متقاعد کرد که تنها به‌وسیله نیروهای هوابرد می‌توان کرت را تصرف کرد. در نتیجه، در ۲۰ می ۱۹۴۱، ۵۰۰ هواپیمای ترابری آلمانی حامل چتربازان و ۷۴ گلایدر ده‌اف‌اس ۲۳۰ از سرزمین اصلی یونان به پرواز درآمدند. در جریان تصرف جزیره، ۵۱۴۰ نیروی هوابرد آلمان از ۱۳۰۰۰ نفر اعزامی کشته یا زخمی شدند. از میان ۳۵۰ هواپیمای آلمانی که در این عملیات منهدم شد، نیمی، هواپیماهای یو ۵۲ بودند که درنتیجه آن نیروی مورد نیاز برای تهاجم به شوروی در آینده نزدیک به‌شدت کاهش یافت. در نتیجه، هیتلر قسم خورد که دیگر هرگز از نیروهای هوابرد خود با این تعداد زیاد استفاده نکند.
آلمان بعداً به استفاده از گلایدرها در برخی از عملیات‌ها در جنگ ادامه داد، برخی از نمونه‌ها عملیات نجات بنیتو موسولینی در گران ساسو و عملیات‌های پشتیبانی مجدد اضطراری در روسیه، شمال آفریقا و اروپای شرقی در اواخر جنگ بودند. یونکرس یو ۳۲۲ ماموت بزرگ‌ترین گلایدری است که ساخته شده بود، اما هرگز به‌صورت عملیاتی استفاده نشد. هدف توسعه همه گلایدرهای نظامی، ترابری نبود. Blohm &amp; Voss BV 40 یک گلایدر جنگنده آلمانی بود که برای حمله به دسته‌های بمب‌افکن متفقین طراحی شد اما هرگز استفاده نشد.

## بریتانیا

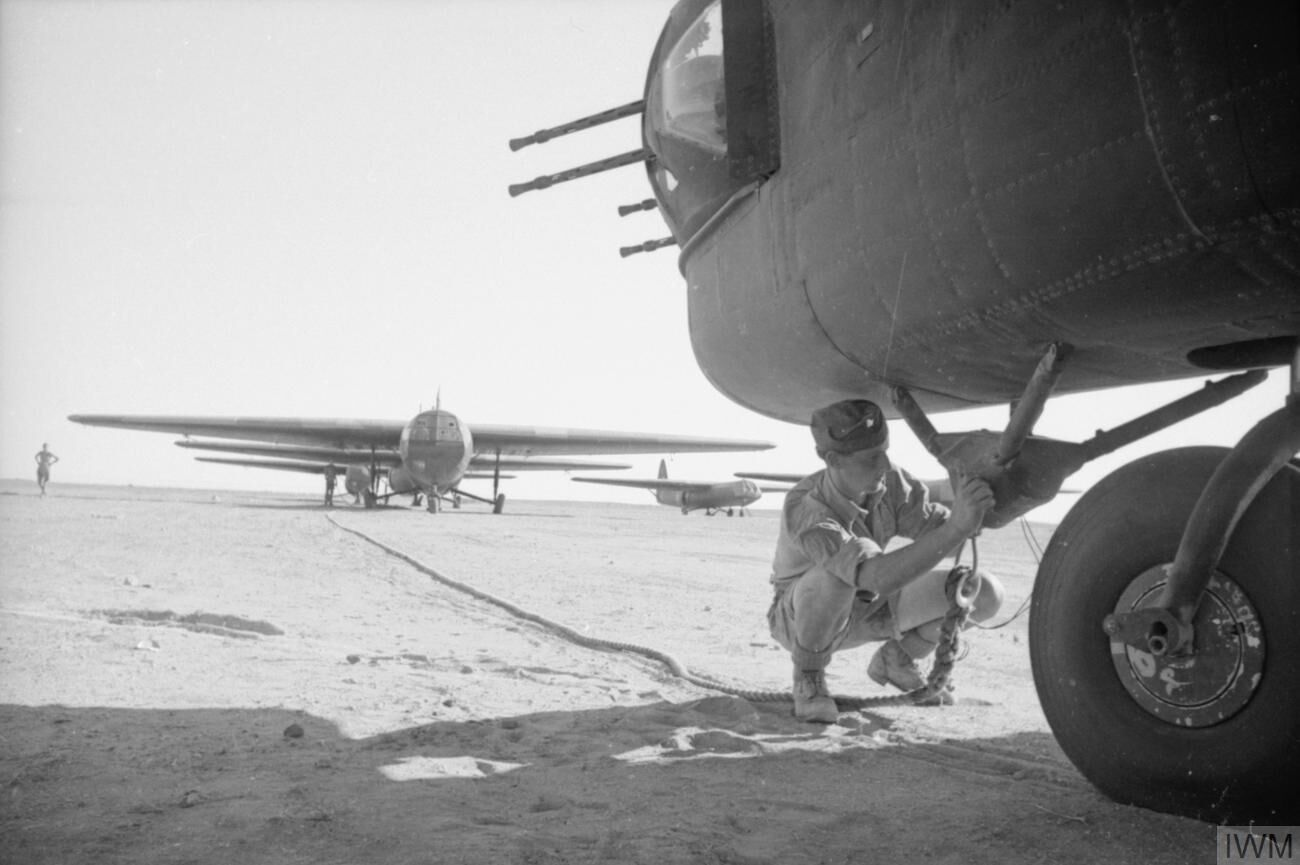
یک افسر نیروی هوایی بریتانیا قبل از عملیات Operation Fustian، طناب بکسل گلایدر Airspeed Horsa را به قلاب هواپیمای یدک‌کش هندلی پیج هالیفاکس وصل می‌کند. (تونس، ژوئیه ۱۹۴۳)

توسعه گلایدر بریتانیا در اواسط سال ۱۹۴۰ آغاز شد و پس از نبرد Eben Emael شدت گرفت. در میان انواع توسعه‌یافته می‌توان به گلایدر ۲۸ سربازهٔ ایرسپید هورسا و گلایدر باری جنرال ایرکرفت همیلکار با ظرفیت ۷ تن اشاره کرد. همیلکار می‌توانست وسایل نقلیه، توپ‌های ضدتانک و تانک‌های سبک را حمل کند. General Aircraft Hotspur - که در ابتدا به عنوان یک گلایدر تهاجمی جمع‌وجور با تعداد کمی نیرو طراحی شده بود - برای آموزش خلبانان ارتش بریتانیا که هنگ خلبانی گلایدر را تشکیل می‌دادند، استفاده می‌شد. Slingsby Hengist یک طرح جایگزین بود که وقتی واکو سی‌جی-۴ ساخت آمریکا با ظرفیت مشابه (در بریتانیا با نام Hadrian) در تعداد زیادی از طریق وام و اجاره در دسترس قرار گرفت، مورد نیاز نبود. چهارصد فروند از ۳۶۰۰ هورسای ساخته شده به نیروهای هوایی ارتش آمریکا عرضه شد.
معروف‌ترین اقدامات بریتانیا با استفاده از گلایدرها شامل عملیات ناموفق Operation Freshman در سال ۱۹۴۲ علیه یک کارخانه آب سنگین آلمان در نروژ و تصرف کانال کان و پل‌های رودخانه اورن در یک عملیات coup de main در همان آغاز تهاجم به نرماندی بود. سایر اقدامات با گلایدر شامل عملیات دراگون (تهاجم به جنوب فرانسه)، عملیات مارکت گاردن (فرود در پل آرنهم و تلاش برای تصرف یک Bridgehead بر فراز راین پایینی) و عملیات وارسیتی (عبور از راین) بود. از ۲۵۹۶ گلایدر اعزامی به عملیات مارکت گاردن، ۲۲۳۹ نفر در رساندن افراد و تجهیزات به مناطق فرود تعیین‌شده خود مؤثر بودند.
اگرچه گلایدرها هنوز در نیروی هوایی بریتانیا در Royal Air Force Gliding & Soaring Association و برای آموزش دانشجویان توسط سپاه آموزش هوایی استفاده می‌شوند، اما در عملیات‌های جنگی استفاده نمی‌شوند. از سال ۱۹۵۷ هیچ گلایدر حمل نیرویی در بریتانیا خدمت نکرده‌است.

## آمریکا

### نیروی زمینی (ارتش)، نیروهای هوایی ارتش و نیروی هوایی
سرلشکر هنری آرنولد، سرپرست معاونت ستاد هوایی (در ۹ مارس ۱۹۴۲، ژنرال فرمانده نیروهای هوایی ارتش آمریکا شد)، مطالعه‌ای را با هدف توسعه یک گلایدر با قابلیت کشیده شدن توسط هواپیما آغاز کرد. این دستورالعمل از طریق دستورالعمل‌های فنی طبقه‌بندی‌شده (CTI-198 در ۲۴ فوریه ۱۹۴۱، و CTI-203 در ۴ مارس ۱۹۴۱) اجرا شد، که مجوز تهیه گلایدرها و تجهیزات ۲، ۸، و ۱۵ جایگاهی را صادر کرد. یازده شرکت برای مشارکت در برنامه آزمایشی گلایدر دعوت شدند، اما تنها چهار شرکت با علاقه پاسخ دادند؛ شرکت فرانکفورت سِیلپلین (ایکس‌سی‌جی-۱، ایکس‌سی‌جی-۲)، شرکت واکو ایرکرفت (ایکس‌سی‌جی-۳، ایکس‌سی‌جی-۴)، شرکت هواپیماسازی سنت لوئیس (ایکس‌سی‌جی-۵، ایکس‌سی‌جی-۶) و Bowlus Sailplanes (ایکس‌سی‌جی-۷، ایکس‌سی‌جی-۸). تنها شرکت واکو ایرکرفت توانست نمونه‌های آزمایشی گلایدر را که الزامات فرماندهی ماتریل را برآورده می‌کرد، ارایه کند که شامل گلایدر هشت نفره واکو سی‌جی-۳ (که برای تبدیل شدن به یک گلایدر نه نفره تغییر یافت) و واکو سی‌جی-۴ پانزده نفره بود. در اکتبر ۱۹۴۱، لوین بی. بارینگر به‌عنوان متخصص گلایدر، افسر هوایی، فرمانده نیروهای هوایی ارتش آمریکا، تحت نظر ژنرال آرنولد منصوب شد و مسئول برنامه گلایدر شد. شوک حمله ژاپن به پرل هاربر در ۷ دسامبر ۱۹۴۱، آمریکا را بر آن داشت تا تعداد خلبان‌های گلایدر مورد نیاز را ۱۰۰۰ نفر برای پرواز با ۵۰۰ گلایدر هشت نفره و ۵۰۰ گلایدر پانزده نفره تعیین کند. تعداد خلبانان مورد نیاز تا ژوئن ۱۹۴۲ به ۶۰۰۰ نفر افزایش یافت. پس از گم شدن بارینگر در دریا در خلال پرواز به آفریقا در ژانویه ۱۹۴۳، برنامه تحت هدایت ریچارد سی دو پونت قرار گرفت. گلایدرهای بزرگتر مانند واکو سی‌جی-۱۳ای (۳۰ نفره) و Laister-Kauffman CG-10A (42 نفره) بعدها طراحی شدند.
واکو سی‌جی-۴ای پرکاربردترین نوع بود که برای اولین بار در تهاجم به سیسیل در ژوئیه ۱۹۴۳ استفاده شد و در حمله به فرانسه در ۶ ژوئن ۱۹۴۴ و سایر عملیات‌های مهم هوابرد در اروپا از جمله عملیات مارکت گاردن در سپتامبر ۱۹۴۴، عبور از راین در مارس ۱۹۴۵، و همچنین در جبهه چین برمه و هند حضور داشت. سی‌جی-۴ای از یک بدنه فلزی و چوبی با پوشش پارچه ساخته شده‌است و ظرفیت دو نفر خدمه و بار مجاز ۳۷۱۰ پوند دارد، که به آن اجازه می‌دهد ۱۳ سرباز مجهز یا یک جیپ یا قطعه توپخانه کوچک را حمل کند. سی‌جی-۱۰ می‌تواند ۱۰۸۵۰ پوند محموله را در خود جای دهد. برای نمونه می‌تواند دو هویتزر را در یک زمان حمل کند. آخرین مأموریت گلایدر جنگ در لوزون در ۲۳ ژوئن ۱۹۴۵ بود. تا پایان جنگ، آمریکا ۱۴۶۱۲ گلایدر از همه انواع ساخت و بیش از ۶۰۰۰ خلبان گلایدر را آموزش داد. طرح‌های شرکت واکو ایرکرفت نیز توسط تولیدکنندگان مختلف از جمله شرکت فورد موتور و شرکت هواپیماسازی سسنا و همچنین تولیدکنندگان مبلمان، پیانو و تابوت تولید شد.
پس از جنگ جهانی دوم، ایالات متحده تنها یک هنگ گلایدر را حفظ کرد. گلایدرها در تمرینات نظامی در سال ۱۹۴۹ استفاده شدند، اما عملیات رزمی با گلایدر در ۱ ژانویه ۱۹۵۳ از قابلیت‌های نیروی زمینی آمریکا حذف شد. با این حال، نیروی هوایی آمریکا همچنان به استفاده از بادپرها در آکادمی نیروی هوایی برای آموزش دانشجویان در زمینه اصول پرواز می‌پردازد.

### نیروی دریایی و تفنگداران دریایی
در آوریل ۱۹۴۱، افسر نیروی دریایی آمریکا، مارک میچر، پیشنهاد کرد که نیروی دریایی، گلایدرهای آبی-خاکی با بدنه قایق پرنده را با هدف استقرار یک نیروی گلایدر آبی-خاکی قادر به رساندن یک تیپ ۷۱۵ نفری سپاه تفنگداران دریایی به یک ساحل متخاصم، توسعه دهد. این گلایدرها توسط هواپیمای آبی خاکی کانسولیدیتد پی‌بی‌وای کاتالینا کشیده می‌شدند. دفتر هوانوردی نیروی دریایی مشخصات دو نوع گلایدر آبی-خاکی را توسعه داد، نوع تک بدنه که بتواند ۱۲ مسافر را حمل کند و نوع دو بدنه که بتواند ۲۴ مسافر را حمل کند. دو شرکت، شرکت هوانوردی متفقین و شرکت هوانوردی بریستول، قراردادهایی را برای تولید ۱۰۰ گلایدر دریافت کردند که در صورت موفقیت‌آمیز بودن این طرح، برنامه‌هایی برای تهیه ۱۲۰۰۰ گلایدر آبی-خاکی دیگر وجود داشت.
هیچ گلایدر دو بدنه‌ای ساخته نشد، اما هر شرکت پیش‌نمونه گلایدر آبی-خاکی تک بدنه را ساخت؛ XLRA-1 توسط هوانوردی متفقین و XLRQ-1 توسط هوانوردی بریستول. این دو نمونه اولین پروازهای خود را در اوایل سال ۱۹۴۳ انجام دادند، اما تا آن زمان، نیروی دریایی و تفنگداران دریایی به این نتیجه رسیده بودند که استفاده از گلایدر برای رساندن تفنگداران به ساحل غیرعملی است. هیچ نمونه دیگری از دو نوع گلایدر ساخته نشد و نیروی دریایی برنامه گلایدرهای آبی خاکی را رسماً در ۲۷ سپتامبر ۱۹۴۳ خاتمه داد. آزمایش این دو نمونه اولیه، ظاهراً در ارتباط با توسعه یک بمب گلایدر، تا اوایل دسامبر ۱۹۴۳ ادامه یافت.
نیروی دریایی در اوایل سال ۱۹۴۲ با استفاده از گلایدرهای معمولی Pratt-Read LNE-1 و Schweizer LNS-1، یک واحد آموزش گلایدر را در MCRD PI، کارولینای جنوبی تأسیس کرد. افزون بر این، نیروی دریایی در طول جنگ جهانی دوم ۱۵ گلایدر واکو سی‌جی-۴ای نیروهای هوایی ارتش را برای ارزیابی با نام جایگزین LRW-1 تحویل گرفت. هیچ‌یک از این تلاش‌ها منجر به استفاده عملیاتی از گلایدر در نیروی دریایی یا تفنگداران دریایی آمریکا نشد.

## شوروی
شوروی اولین گلایدرهای نظامی جهان را از سال ۱۹۳۲ ساخت، از جمله گروخوفسکی جی۶۳ با ۱۶ صندلی، اگرچه تا جنگ جهانی دوم هیچ گلایدری در تعداد زیاد ساخته نشد. در طول جنگ، تنها دو گلایدر سبک به صورت انبوه ساخته شدند: آنتونوف ای-۷ و گریبوفسکی جی-۱۱، در مجموع حدود ۱۰۰۰ فروند. گلایدر متوسط KC-20، در تعداد کمتر ساخته شد. آنها بیشتر برای تأمین تجهیزات و تسلیحات پارتیزان‌ها در بلاروس در سال‌های ۱۹۴۲–۱۹۴۳ استفاده شدند. در ۲۱ سپتامبر ۱۹۴۳، ۳۵ گلایدر در گذر از دنیپر استفاده شد. بعدها، انواع دیگری از گلایدرها ساخته شد: Cybin C-25 (25 نفره) در سال ۱۹۴۴، یاکوولف یاک-۱۴ (۳۵ نفره) در سال ۱۹۴۸ و ایلیوشین ایل-۳۲ (۶۰ نفره) در سال ۱۹۴۸. در سال ۱۹۵۰، یاک-۱۴ اولین گلایدری بود که بر فراز قطب شمال پرواز کرد.
شوروی سه هنگ پیاده‌نظام گلایدر را تا سال ۱۹۶۵ حفظ کرد. با این حال، گلایدرهای ترابری نیروی هوایی شوروی با ورود هواپیماهای توربوپراپ ترابری مانند آنتونوف-۱۲ و آنتونوف-۲۴ که در اواخر دهه ۱۹۵۰ وارد خدمت شدند، به‌تدریج از خدمت خارج شدند.